# Anthurium chamberlainii
Anthurium chamberlainii là một loài thực vật có hoa trong họ Ráy (Araceae). Loài này được Mast. miêu tả khoa học đầu tiên năm 1888.